# Šneková převodovka

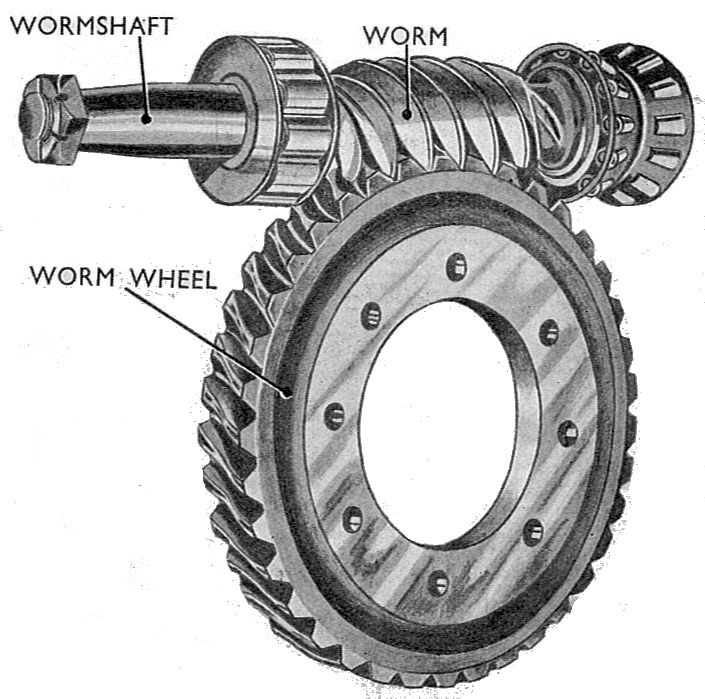
šnekový převod

Šnekové převodovky (šnekové soukolí) patří mezi nejpoužívanější reduktory, protože jde o efektivní řešení úhlového převodu za velmi přijatelnou cenu. Šnekové převodovky lze různě kombinovat s jinými typy převodovek, čímž lze dosáhnout vysokého převodového poměru při malých zástavbových rozměrech. Šnekové převodovky je možné modifikovat jak z pohledu připojení pro asynchronní motory, krokové motory či servomotory, tak z pohledu olejové náplně.
Dlouhá životnost, nízká hlučnost a účinnost šnekového soukolí závisí především na použitých materiálech, správné technologii výroby ozubení, na přesném a tuhém uložení šneku a šnekovnice a také na vhodném mazivu.

## Aplikace
Mezi typické aplikace šnekových převodovek patří jednak občas přestavované mechanismy, jednak trvalé pohony, kde jsou omezené prostorové poměry a můžeme akceptovat mechanické ztráty. Jde především dopravníky všech typů, jednoúčelové stroje, stavební techniku, mlýny a míchací zařízení i dopravní techniku.

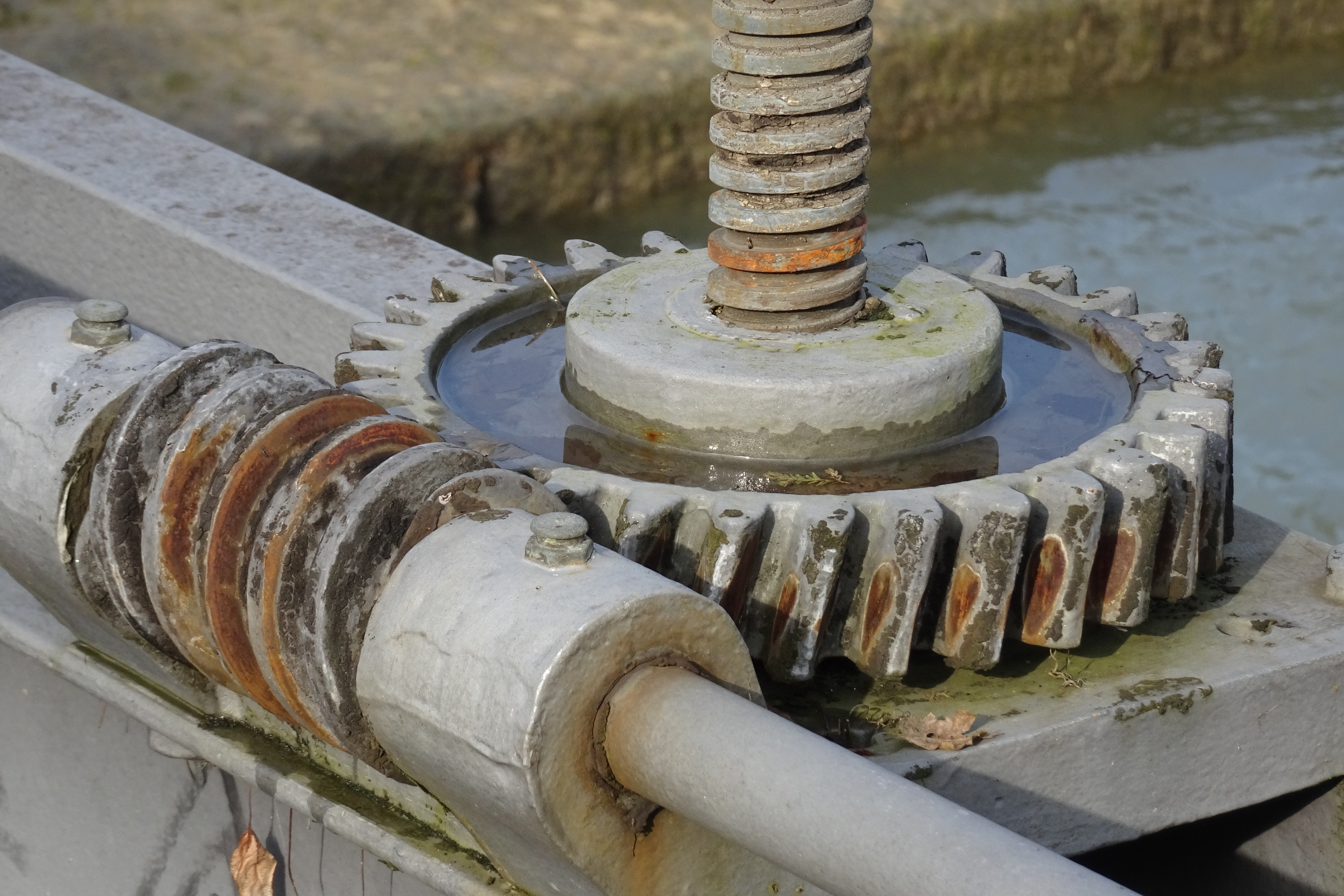
ovládání stavidla

## Technologie
Šnekové soukolí slouží k vytvoření kinematické a silové vazby mezi dvěma mimoběžnými hřídeli v místě nejkratší příčky. Úhel mimoběžných os bývá nejčastěji 90°.
Je zvláštním případem pravoúhlých šroubových soukolí, kde počet zubů pastorku klesl na minimum, tj. z1 = 1, 2, 3 … 9. Roztečný průměr pastorku se tím změní tak, že zuby vytvoří souvislý závit.

## Výhody a nevýhody
Výhody šnekových soukolí
- Velký převodový poměr i = 5 až 100 a v některých případech i více. K dosažení takového převodu jiným typem soukolí by bylo zapotřebí např. dvou až tří stupňů čelního a kuželového soukolí.
- Nízká hmotnost
- Velká zatížitelnost
- Tichý a plynulý chod po celou dobu provozu
- Samosvornost

Nevýhody šnekových soukolí
- Nízká účinnost – prakticky se pohybuje v rozsahu n = 45 až 60 % (lze vyrobit i speciální šnekové převodovky s účinností až 90 procent)
- Při nízké účinnosti šnekového soukolí vzniká teplo, které je nutné odvádět mazivem a v některých případech i nucenou cirkulací oleje